# Musculi intertransversarii
Die Musculi intertransversarii (lat. für „Zwischenquerfortsatzmuskeln“, Singular Musculus intertransversarius) sind eine Gruppe von Skelettmuskeln, die zum intertransversalen System (Systema intertransversale) der „ortsständigen Rückenmuskulatur“ gehören. Es handelt sich um Muskeln, die die Querfortsätze der Wirbel verbinden und somit der Wirbelsäule Festigkeit verleihen. Bei einseitiger Kontraktion bewirken sie eine Seitwärtsneigung der Wirbelsäule, bei beidseitiger auch eine Reklination (Dorsalextension).
Diese Muskeln können je nach Lokalisation weiter unterteilt werden:
- Die Musculi intertransversarii mediales lumborum verbinden die Processus accessorii und Zitzenfortsätze benachbarter Lendenwirbel.[2]
- Die Musculi intertransversarii laterales lumborum verbinden die Querfortsätze benachbarter Lendenwirbel und sind streng genommen nicht zur autochthonen Rückenmuskulatur zu zählen. Sie können als Analoga der Zwischenrippenmuskeln gesehen werden.[3]
- Die Musculi intertransversarii thoracis verbinden die Querfortsätze benachbarter Brustwirbel, fehlen aber meist.[2]
- Die Musculi intertransversarii anteriores cervicis verbinden die Tubercula anteriora benachbarter Halswirbel und sind strenggenommen nicht zur autochthonen Rückenmuskulatur zu zählen. Sie können als Analoga der Zwischenrippenmuskeln gesehen werden.[3]
- Die Musculi intertransversarii posteriores cervicis verbinden die Tubercula posteriora benachbarter Halswirbel.[2]

Die Innervation erfolgt durch die Rami dorsales der Spinalnerven C1–C6 sowie L1–L4. Musculi intertransversarii anteriores cervicis und Musculi intertransversarii laterales lumborum werden durch die entsprechenden  Rami ventrales versorgt.